# Dom Unichowskiego

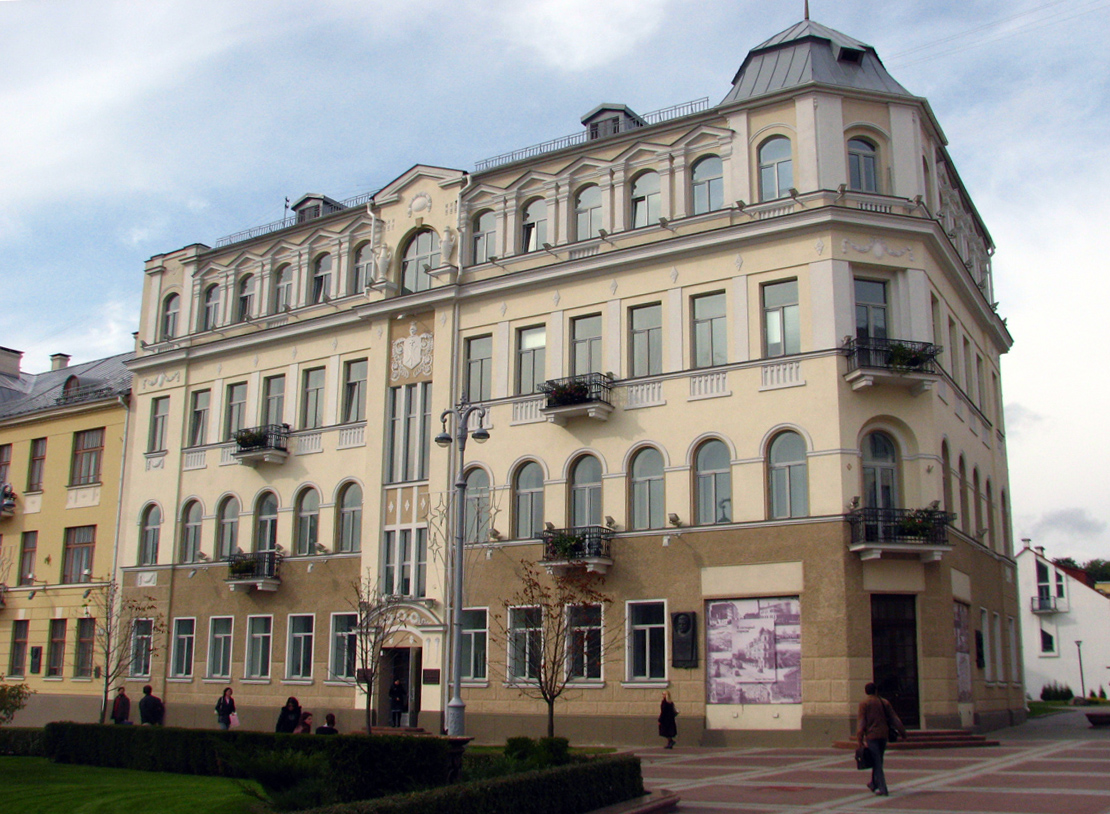
Kamienica przy ul. Sowieckiej 19

Dom Unichowskiego – kamienica XX wieku położona w Mińsku przy ul. Sowieckiej 19, jedne z lepiej zachowanych domów dochodowych z czasów rosyjskich znajdujących się w stolicy Białorusi.
Budynek przy ul. Sowieckiej 19 jest trzypiętrową kamienicą zbudowaną w stylu modernizmu według projektu H. Gaya na początku XX wieku. Dom zaprojektowano na planie prostokąta. Fasada wzbogacona jest o liczne pilastry i wzorki, parter i drugie piętro przecinają prostokątne okna, na drugiej kondygnacji architekt rozmieścił okna półokrągłe. Trzecie piętro, ozdobione pilastrami, oddzielone jest od pozostałej części budynku karniszem. Wzbogaceniem kamienicy są symetrycznie umocowane balkony na drugim piętrze, które ozdobiono wzorzystymi ogrodzeniami z żelaznych prętów. Klatka schodowa kamienicy wydzielona jest pilastrami na fasadzie, jej wystrój wzbogacają liczne detale.
W domu pod numerem 19 mieszkał w latach 1952–1969 białoruski kompozytor Grzegorz Szyrma, o czym przypomina tablica pamiątkowa. Dom wpisany jest na listę zabytków znaczenia republikańskiego.